# موزر بائر
موزر بائر (انگلیسی: Moser Baer) شرکت الکترونیک هندی است، که در سال ۱۹۸۳ تأسیس شد.